# Четвер

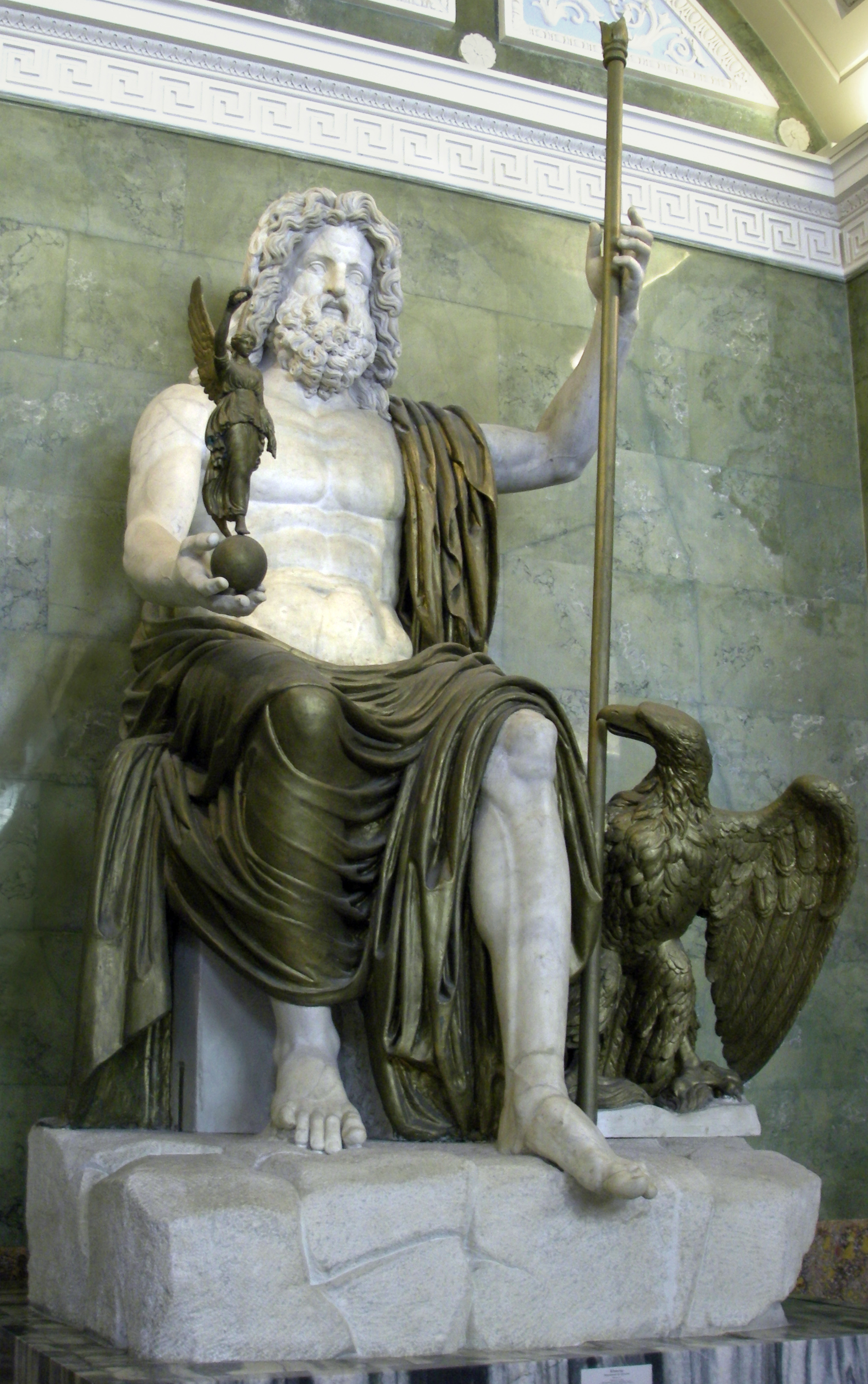
Римська копія статуї Зевса, бога, від якого йде традиція називання «четверга» на честь небесного божества грому і його планети в багатьох мовах

Четвер, діал. четверг — четвертий день тижня між середою та п'ятницею (за єврейським календарем — п'ятий, у США також п'ятий день тижня.

## Історичний аспект
У давніх римлян було присвячено Юпітеру, у північногерманських племен — Торові (англ. Thursday).

## Походження назви
Українська назва походить від числа «чотири», бо четвер — четвертий день тижня після неділі. Загальний принцип іменування цього дня використовується також в інших слов'янських мовах:
- білоруська — чацвер
- болгарська — четвъртък
- польська — czwartek
- російська — четверг
- сербська — четвртак
- словацька — štvrtok
- хорватська та боснійська — četvrtak
- чеська — čtvrtek

В угорську мову також перейшла слов'янська назва — csütörtök.

## Походження назви в інших мовах світу
- Японською мовою «четвер» звучить, як «день дерева» (木曜日).
- Португальською мовою «четвер» звучить, як «п'ятий день» (quinta-feira), таке ж значення мають грузинське ხუთშაბათი (хутшабаті) та таджицьке Панҷшанбе.
- Санскритом Бріхаспатівар (день Бріхаспаті).

## Четвер в українській культурі
У четвер ішли зазвичай свататись, бо день цей вважали щасливим. Вірили, що народжені в четвер будуть багатими. У четвер виготовляли так звану «четвергову сорочку», нав'язуючи на ній вузли, що дарували довге та щасливе життя тому, хто сорочку носитиме. Проти п'ятниці снилися віщі сни, а дівчата, лягаючи спати, просили: «З четверга на п'ятницю, у велику сум'ятницю, приснись мені не той, кого я люблю, а той, хто мене любить!»
Четверги Великого посту мали в народі свої обряди. У ці дні робили осикову борону, аби на Великдень побачити відьму. Або, розпалюючи піч, відкладали по поліну, щоб у Чистий четвер розвести вогонь, до якого відьма конче прийде просити.
Найбільше вшановували Чистий четвер — четвер перед Великоднем, який у різних регіонах називали по-своєму: Великим, Страсним, Світлим, Білим. У цей день чистили в стайнях, хлівах, коморах, на подвір'ї. Розповідали, що в Чистий четвер ворон до схід сонця носить купати своїх дітей. Хто скупається раніше, буде здоровим протягом року. Цього дня також стригли малечу, аби волосся не лізло. Після купання зазвичай одягали були чисті сорочки, а ввечері йшли на службу Божу до церкви, після чого приносили додому запалені свічі, якими на сволоці чи дверях робили хрести від нечистої сили. Такі свічки називали страсними або громничними і зберігали для грози, «аби грім не влучив у хату». У деяких регіонах Чистий четвер — це Навський Великдень.